# Многосторонний режим экспортного контроля

Государства-участники всех четырех групп и соглашений

Многосторонний режим экспортного контроля представляет собой неформальную группу стран-поставщиков-единомышленников, стремящихся внести свой вклад в нераспространение оружия массового уничтожения, средств доставки и передовых обычных вооружений путем реализации на национальном уровне руководящих принципов и контрольных списков для экспорта. Ежегодно обновляемую таблицу национального членства в различных группах/соглашениях можно найти в Ежегоднике SIPRI.

## Группы (соглашения), объединенные в многосторонний режим контроля
В настоящее время групп/соглашений по экспортному контролю четыре:
- Вассенаарские соглашения (WA) о контроле за экспортом обычных вооружений, товаров и технологий двойного назначения
- Группа ядерных поставщиков (NSG) для контроля над ядерными и связанными с ядерными технологиями технологиями.
- Австралийская группа (AG) по контролю над химическими и биологическими технологиями, которые могут быть использованы в качестве оружия.
- Режим контроля за ракетными технологиями[англ.] (MTCR) для контроля за ракетами и другими летательными аппаратами, способными доставлять оружие массового поражения.

Хотя формально Комитет Цангера не является режимом экспортного контроля, он разработал руководство по ограничениям ядерного экспорта, требуемым Договором о нераспространении ядерного оружия (ДНЯО) .

## Страны — участники
Следующие 30 стран являются членами всех четырех вышеперечисленных групп:
- Аргентина
- Австралия
- Австрия
- Бельгия
- Болгария
- Великобритания
- Венгрия
- Дания
- Германия
- Греция
- Ирландия
- Испания
- Италия
- Канада
- Люксембург
- Нидерланды
- Новая Зеландия
- Норвегия
- Польша
- Португалия
- Республика Корея
- Соединённые Штаты Америки
- Турция
- Украина
- Финляндия
- Франция
- Чехия
- Швейцария
- Швеция
- Япония

Следующие 13 стран являются членами трех групп:
- Индия (AG, MYCR, NSG)
- Исландия (AG, MTCR, NSG)
- Латвия  (AG, NSG, WA)
- Литва  (AG, NSG, WA)
- Мальта  (AG, NSG, WA)
- Мексика  (AG, NSG, WA)
- Россия  (MTCR, NSG, WA)
- Румыния  (AG, NSG, WA)
- Словакия  (AG, NSG, WA)
- Словения  (AG, NSG, WA)
- Хорватия (AG, NSG, WA)
- Эстония (AG, NSG, WA)
- Южно-Африканская Республика (MTCR, NSG, WA)

Следующие две страны являются членами двух групп:
- Бразилия (MTCR, NSG)
- Республика Кипр (AG, NSG)

Следующие четыре страны и политическое образование являются членами одной группы:
- Белоруссия (NSG)
- Европейский союз (AG)
- Казахстан (NSG)
- Китай (NSG)
- Сербия (NSG)